# 124 Alkesta
124 Alkesta (mednarodno ime 124 Alkeste, starogrško starogrško Ἄλκηστις: Álkestis) je asteroid tipa S v glavnem asteroidnem pasu.

## Odkritje
Asteroid je 23. avgusta 1872 odkril Christian Heinrich Friedrich Peters (1813 – 1890).. Poimenovan je po Alkestis iz grške mitologije.

## Lastnosti
Asteroid Alkesta obkroži Sonce v 4,26 letih. Njegova tirnica ima izsrednost 0,077, nagnjena pa je za 2,951° proti ekliptiki. Njegov premer je 76,4 km, okoli svoje osi se zavrti v 9,921 urah.